# ČSD-Baureihe E 469.1
Die ČSD-Baureihe E 469.1 (ab 1988: Baureihe 121) ist eine elektrische Güterzuglokomotive der einstigen Tschechoslowakischen Staatsbahnen (ČSD) für das 3-kV-Gleichstromsystem im Norden und Osten der Tschechoslowakei. Sie gingen aus der Prototyplokomotive der Baureihe E 469.0 hervor, die eine speziell für den Güterzugdienst konzipierte Variante der E 499.1 war.

## Geschichte
Die Erfahrungen mit dem elektrischen Betrieb auf den Haupttrassen brachte frühzeitig die Erkenntnis, dass die Lokomotiven der Baureihen E 499.0 und E 499.1 im Personenzugdienst besser ausgenutzt werden konnten. Für den Güterverkehr war es besser, eine Lokomotive mit gleichen Leistungen, aber anderer Übersetzung einzusetzen. Daher wurde bei Škoda in Plzeň bei der verunfallten E 499.157 das Übersetzungsverhältnis im Achsgetriebe von 2,27 : 1 in 3,11 : 1 geändert. Außerdem wurde die Dienstmasse durch vier Tonnen Ballastgewichte auf 88 Tonnen angehoben. Die Veränderungen brachten den gewünschten Erfolg und führten zur Fertigung der neuen Güterzuglokomotive Baureihe E 469.1. Die Baumusterlokomotive wurde in den siebziger Jahren wieder zurückgebaut.
In 3 Serien wurden 1960–1961 bei Škoda insgesamt 85 Lokomotiven hergestellt. Von der Frontalansicht her ist der einzige Unterschied eine Aluminiumbinde zwischen dem Lokkasten und dem Rahmen bei der Baureihe E 469.1. Diese Binde wurde später bei Hauptuntersuchungen wieder entfernt. Ansonsten waren die Lokomotiven vom mechanischen und elektrischen Aufbau her identisch zu der E 499.1. Der Führerstand besaß nach wie vor nur einen Aufstieg, und zwar von der linken Seite aus. Die letzte Lokomotive, die E 469.1085 besaß probehalber einen Führerstand aus glasfaserverstärktem Kunststoff. Charakteristisch daran waren die Riffelungen im Raum zwischen den Stirnfenstern und dem Rahmen der Lokomotive. Die ab Werk montierte Wachsamkeitskontrolle des Lokführers wurde aufgrund ihrer Unzuverlässigkeit durch die LVZ III ersetzt. In der zweiten Hälfte der 1970er-Jahre erhielten die E 469.1030, 056 und 070 zur damals beabsichtigten Umrüstung auf automatische Mittelpufferkupplungen und dem damit verbundenen erhöhten Platzbedarf um 330 mm verlängerte Kopfstücke, wodurch sich ihre Gesamtlänge auf 16.800 mm erhöhte. 
Die Lokomotiven beförderten über Jahrzehnte Güterzüge auf den Hauptstrecken mit geringer Neigung. Dank der elektrischen Heizung konnten sie auch Personenzugdienste übernehmen, was sich aber auf Grund der geringen Geschwindigkeit in Grenzen hielt. Ihr bevorzugter Einsatz erfolgte vor Kohleganzzügen auf der Relation Ústí nad Labem–Chomutov, bis sie durch die Lokomotiven der neueren Generation und sinkende Transportleistungen aus ihren Einsatzgebieten verdrängt wurden.
In den letzten Einsatzjahren wurden die Lokomotiven der Reihe E 469.1 in Ústí nad Labem konzentriert, wo sie beim Auftreten größerer Schäden ausgemustert wurden. Einige Fahrzeuge wurden in der Zwischenzeit modernisiert und an private Betreiber weiterveräußert. Auch gelangten einige Fahrzeuge zu der slowakischen Bahngesellschaft ZSSK, wo sie ihre Bezeichnung 121 behielten. Von dort wurden 2005/2006 12 Maschinen an den polnischen Betreiber CTL Logistics und 2 Maschinen an den Betreiber STK verkauft, wo sie als Baureihe ET05 eingestuft wurden. Die Maschinen wurden zwischendurch auch an andere private Betreiber veräußert.

## Galerie

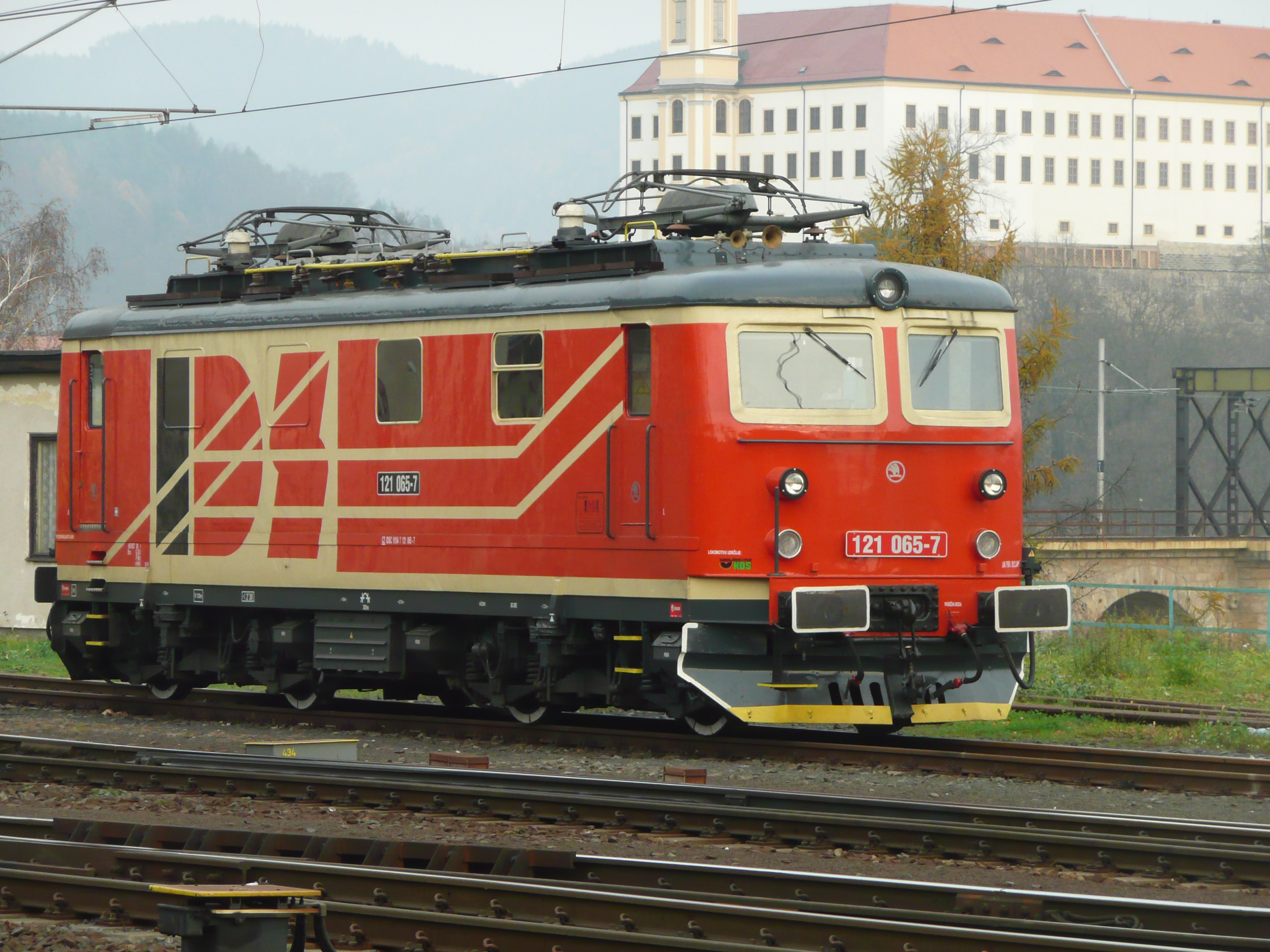
Die modernisierte 121 065 2012 im Bahnhof Děčín
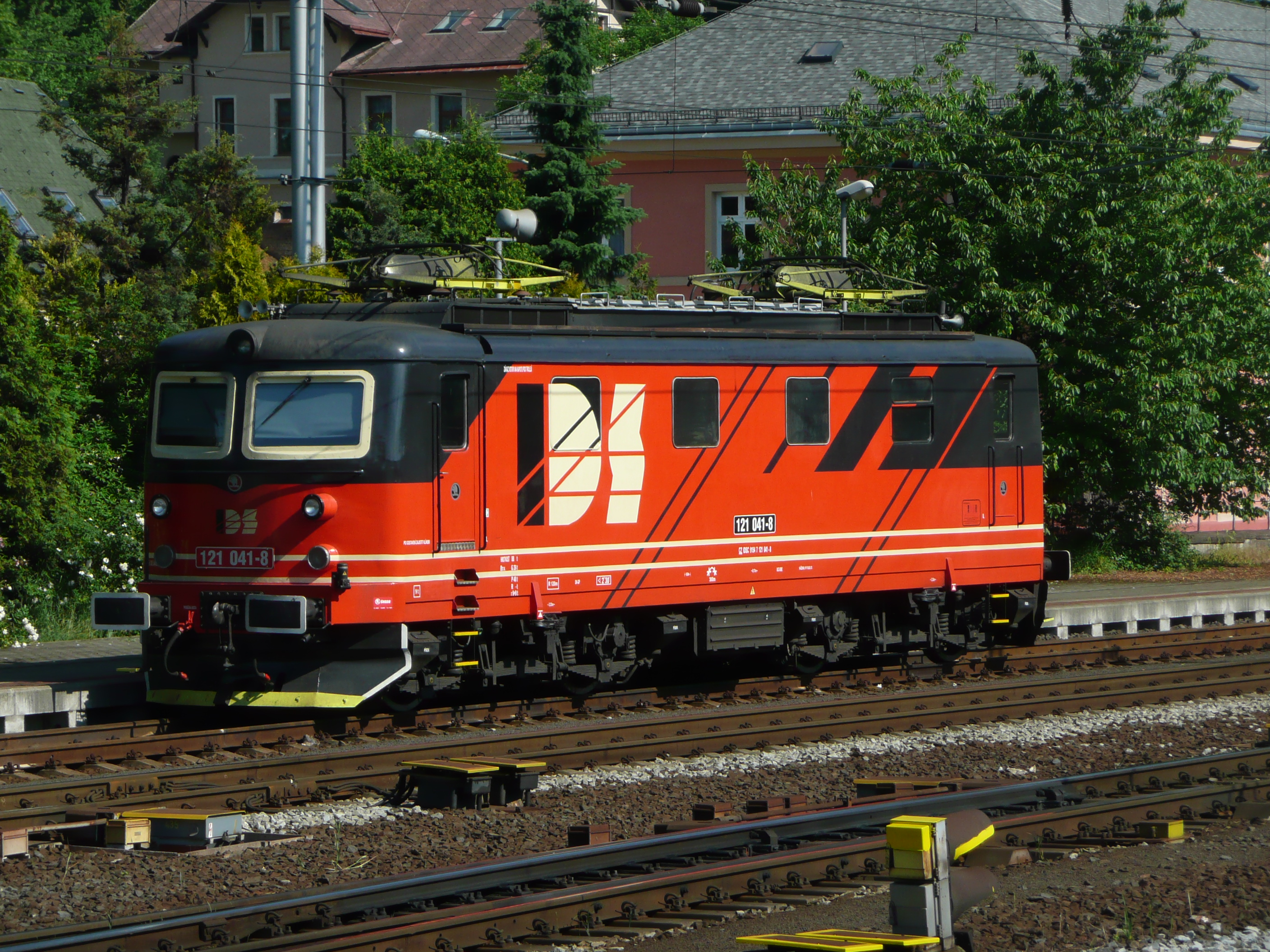
Die modernisierte 121 041 2014 im Bahnhof Děčín
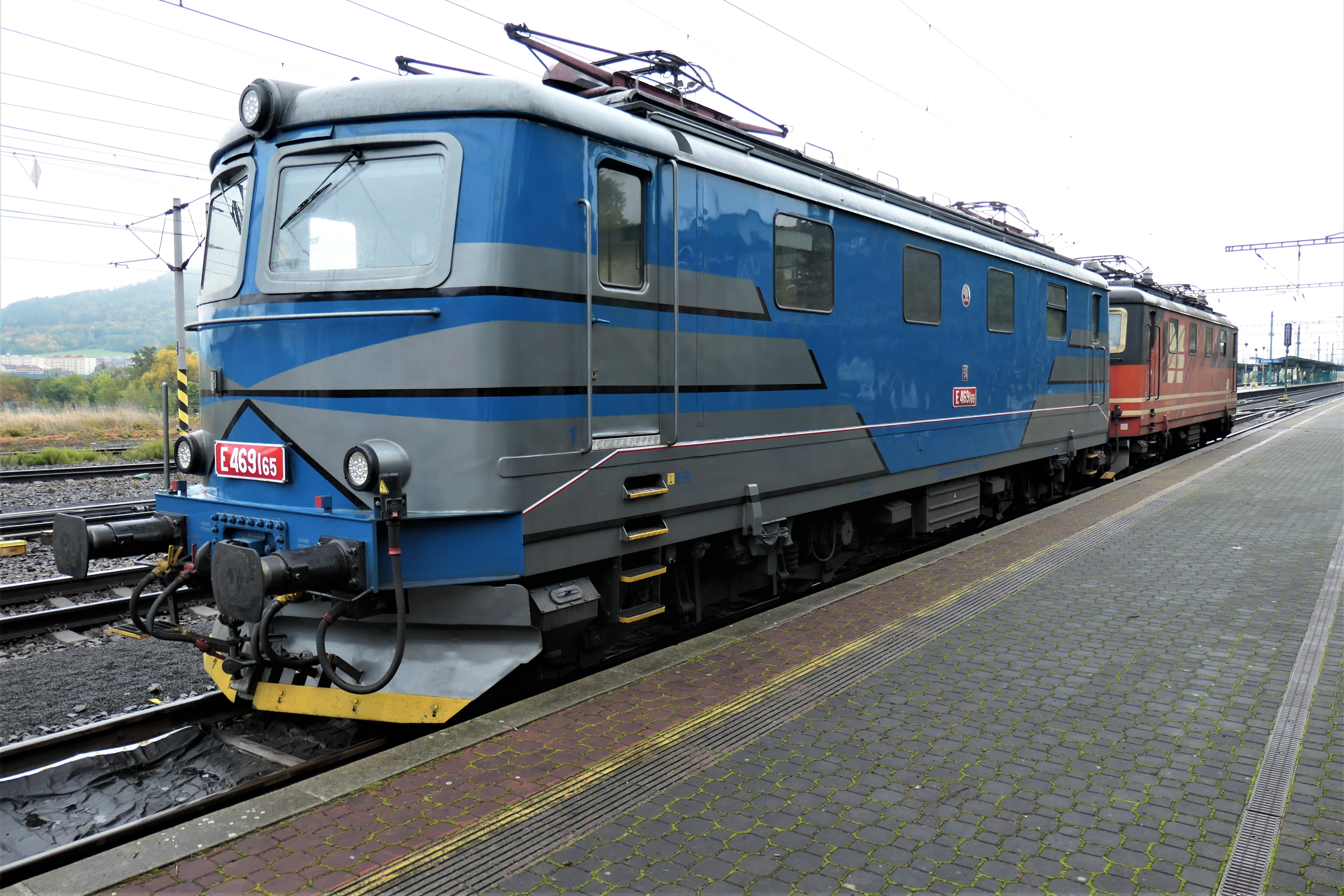
Die modernisierte E 469 165 2022 im Bahnhof Děčín